# 에비카 실리냐
에비카 실리냐(라트비아어: Evika Siliņa, 1975년 11월 2일~)는 라트비아의 정치인으로 제24대 라트비아의 총리이다. 정계 입문 전에는 변호사로 일했으며 2022년부터 2023년까지 라트비아 복지부 장관을 지냈다.

## 같이 보기
- 라트비아의 정당